# Free (groupe)
Pour les articles homonymes, voir Free.
Free est un groupe britannique de blues rock formé en 1968 à Londres par Paul Rodgers au chant et à la guitare, Paul Kossoff à la guitare, Andy Fraser à la basse et au piano et Simon Kirke à la batterie. Le groupe se sépare en 1973 et les membres se consacreront à des parcours différents ; le chanteur, Paul Rodgers, formera Bad Company. Le style musical de Free, largement influencé par le blues, a contribué à l'évolution du rock des années 1960, du blues rock vers le hard rock, au même titre que des groupes comme Cream ou Led Zeppelin.
Rolling Stone considère les membres du groupe comme « les pionniers britanniques du hard rock. » Le magazine classe d'ailleurs Rodgers 55e de sa liste des « 100 meilleurs chanteurs de tous les temps » et Kossoff est classé 51e de la liste des « 100 meilleurs guitaristes de tous les temps ».

## Biographie

### Origines
Le 19 avril 1968 les quatre membres de Free, Paul Rodgers (18 ans), Simon Kirke (18 ans) ainsi que le bassiste Andy Fraser (15 ans) et le guitariste Paul Kossof (17 ans), jouent ensemble en tant que groupe pour la première fois au pub Nag's Head à Londres. Paul Kossoff et Simon Kirke se connaissent déjà, ils jouent dans un groupe de rhythm and blues appelé Black Cat Bones. Alors qu'ils ont l'intention de quitter ce groupe, ils assistent un jour au Fickle Pickle, un club de rhythm and blues londonien, à un concert d'un groupe nommé Brown Sugar, dans lequel officie un chanteur répondant au nom de Paul Rodgers. Impressionnés par sa prestation, ils le rencontrent et les 3 compères deviennent vite amis. Ils commencent à jouer ensemble et forment le groupe Free, avec l'apport d'un quatrième membre : le bassiste Andy Fraser, qui malgré son jeune âge, a déjà joué avec John Mayall et les Bluesbreakers.
La légende du blues britannique, Alexis Korner, jouera un rôle primordial dans la genèse du groupe : c'est en effet lui qui recommandera Fraser, un ami de sa fille et qui proposera le nom Free. Lui aussi qui encouragera les efforts du groupe à ses débuts.

### Débuts et pause (1968–1971)
Free sort son premier album intitulé Tons of Sobs, en novembre 1968 sur le label Island Records. Malgré le succès timide de ce premier disque, on y entrevoit les bases du style si caractéristique du groupe : rythme lourd et basse élastique agrémentés de la voix magistrale de Paul Rodgers et du jeu de guitare très émotif de Paul Kossoff. Le groupe sort en 1969 un album homonyme couronné d'un succès commercial grandissant. Mais l'apogée du groupe survient en juin 1970, avec la sortie de l'album Fire and Water : porté par le tube planétaire All Right Now, l'album atteint la 2e place des charts au Royaume-Uni et la 17e place aux États-Unis. Ce succès permet au groupe de se produire lors du Festival de l'île de Wight en août 1970, devant plus de 600 000 spectateurs, aux côtés notamment de Jimi Hendrix et des Who. En 2000, un prix est décerné à Paul Rodgers par la British Music Industry lorsque All Right Now atteint les deux millions de diffusions radios au Royaume-Uni
En décembre 1970, sort Highway, le quatrième album du groupe. Cet album, plus calme que les précédents, sera boudé par la critique et par le public, bien qu'il regorge de morceaux intéressants, comme Soon I Will be Gone ou Be My Friend. Cet échec cinglant, ajouté aux problèmes de drogue et de dépression de Kossoff et aux mauvaises relations entre Paul Rodgers et Andy Fraser, entraine la séparation du groupe en avril 1971. Tous les membres s'essaient immédiatement à de nouveaux projets : Rodgers forme le groupe Peace avec le bassiste Stewart McDonald et le batteur Mick Underwood ; Andy Fraser joue dans le groupe Toby, qu'il a formé avec le guitariste Adrian Fisher et le batteur Stan Speake ; Paul Kossoff et Simon Kirke sortent l'album Kossoff, Kirke, Tetsu and Rabbit, en compagnie du claviériste texan John « Rabbit » Bundrick, et du bassiste japonais Tetsu Yamauchi.
De son côté, Island Records sort un album en public du groupe en septembre 1971. À but lucratif évident, ce disque se révèle très bon musicalement, avec notamment le chef-d'œuvre M. Big, ici transcendé. La bonne tenue des ventes de cet enregistrement public incite le groupe à se reformer en décembre 1971.

### Retour et séparation (1972–1973)
Les quatre membres du groupe se retrouvent donc pour enregistrer un nouvel album : Free at Last. Tout le monde tente de maintenir un ensemble homogène autour de Paul Kossoff, de plus en plus absent, et dont la santé reste inquiétante. Cet album, s'il est moins abouti, musicalement, que les précédents, obtient néanmoins un beau succès commercial, porté à bout de bras par Paul Rodgers, comblant comme il le peut le vide laissé par Kossoff. Les concerts de la tournée suivante se révèlent être désastreux, Kossoff se montrant physiquement incapable de tenir sa place. Excédé par tous ces problèmes relationnels, Andy Fraser, à peine âgé de 20 ans, quitte alors définitivement le groupe en juin 1972. Kossoff se retire également de la tournée pour suivre une cure de désintoxication.
Simon Kirke fait alors appel à John « Rabbit » Bundrick, et à Tetsu Yamauchi, avec qui il a collaboré un an plus tôt en compagnie de Paul Kossoff, pour continuer la tournée 1972. Ces deux musiciens deviennent bientôt officiellement membres du groupe. En octobre 1972, c'est donc avec cette nouvelle formation que Free entre en studio pour enregistrer ce qui va être son dernier album : Heartbreaker. Celui-ci, sorti en janvier 1973, se révèle un album magnifique, marqué par le génie de Paul Rodgers, et où les parties de piano prédominent.

### Post-séparation
C'est ainsi que s'achève la courte carrière de Free, groupe souvent sous-estimé mais dont le style unique a marqué la période 1968-1973. Le succès des membres du groupe ne sera d'ailleurs plus jamais le même, bien que Paul Rodgers et Simon Kirke aient sorti quelques tubes avec Bad Company à partir de 1973, Can't Get Enough, Bad Company et Ready for Love. Fraser forme un groupe appelé Sharks en 1972. Les espoirs d'une nouvelle reformation du groupe s'envolent le 19 mars 1976, avec le décès de Paul Kossoff, des suites de ses addictions à la drogue. Paul Rodgers poursuit une carrière solo et tourne également entre 2005 et 2009 avec le groupe Queen sous le nom de Queen + Paul Rodgers. Sans atteindre la majesté du défunt chanteur Freddie Mercury, il réussit à donner un nouveau sens aux morceaux du groupe britannique.
Le bassiste et leader d'Iron Maiden, Steve Harris, se déclare fan des parties de basse de Free, notamment sur la chanson Mr. Big.
Le bassiste Andy Fraser s'éteint le 16 mars 2015 dans sa maison de Californie après avoir longuement lutté contre le cancer et le SIDA. Alors que le guitariste Paul Kossof meurt le 19 mars 1976, lors d’un vol le conduisant de Los Angeles à New York, suites à des problèmes cardiaques et une trop forte consommation d'héroïne. Simon Kirke est membre de l'association Road Recovery qui aide les jeunes à se remettre de leur dépendance aux drogues, il vit désormais dans Manhattan et a quatre enfants. Quant à Paul Rodgers, il est maintenant citoyen canadien et vit à Surrey, en Colombie-Britannique. En 2017, Paul Rodgers embarque dans une tournée Free Spirit UK Tour en mai.

## Membres

### Membres originaux
- Paul Rodgers - chant, guitare, piano
- Paul Kossoff - guitare rythmique, guitare solo
- Andy Fraser - basse, piano
- Simon Kirke - batterie

### Musiciens additionnels
- Tetsu Yamauchi - basse, percussions
- John « Rabbit » Bundrick - piano
- W.G. Snuffy Walden - guitare rythmique
- Rebop Kwaku Baah – percussions

## Discographie

### Albums studio
- 1968 : Tons of Sobs
- 1969 : Free
- 1970 : Fire and Water
- 1970 : Highway
- 1972 : Free at Last
- 1973 : Heartbreaker

### Albums live
- 1971 : Free Live!
- 2006 : Live at the BBC

### Compilations
- 1991 : The Best of Free: All Right Now
- 1994 : Molten Gold : The Anthology (double album)
- 1996 : The Free Story (double album)
- 1999 : All Right Now
- 2000 : Songs of Yesterday (coffret 5 CD)
- 2001 : Classic Free
- 2002 : The Best of Free - 20th Century Masters the Millennium Collection
- 2005 : Chronicles (double album)
- 2007 : Walking in My Shadow - The Free Collection (double album)
- 2016 : The Vinyl Collection (Coffret vinyle contenant tous les albums incluant Free Live, soit en tout sept albums vinyles)

### DVD
- The Best of Free (1989) - Polygram Video - VHS exclusivement
- Rock Review - A Critical Retrospective (2005) Angry Penguin – PEN1834
- Forever (2006) Island Records Group - 2 DVD